# Осова (Звягельський район)
Осова́ — село в Україні, у Звягельському районі Житомирської області. Населення становить 188 осіб. Входить до складу Ємільчинської селищної громади.

## Географія
Межує на півночі з Сергіївкою, на північному сході з Рогівкою та Боляркою, на сході з Просікою, на південному сході з Великою Цвілею, на півдні з Лісове, на заході з Адамове, на північному заході з Березниками.
Через село тече річка Чива.

## Історія
У 1906 році село Емільчинської волості Новоград-Волинського повіту Волинської губернії. Відстань від повітового міста 28 верст, від волості 10. Дворів 55, мешканців 324.
До 2020 року орган місцевого самоврядування — Великоцвілянська сільська рада.